# Rey Mysterio Vs. La Oscuridad
Rey Mysterio vs. La Oscuridad  es una serie animada mexicana creada por los Hermanos Calavera, coproducida por su estudio Viva Calavera! y Cartoon Network Studios basada en el popular luchador de la WWE del mismo nombre programada a ser estrenada en el 2022, pero debido a algunos retrasos la serie tuvo se estrenó el 8 de diciembre de 2023.

## Argumento
Rey Mysterio vs. La Oscuridad cuenta la historia de Oscar, un fan de la lucha libre que se unirá a su ídolo, Rey Mysterio, para enfrentarse a seres sobrenaturales y luchar contra las fuerzas del mal, villanos del mundo de la lucha libre y personajes de las tradiciones mexicanas y el mundo de la fantasía. Detrás de estos extraordinarios oponentes está Uroboros, un malvado luchador que usa fuerzas oscuras. Rey Mysterio y Oscar deberán trabajar juntos y dar lo mejor de sí mismos para defender a la ciudad y a sí mismos de sus malvados planes.

## Episodios
| N.º en serie | N.º en temp. | Título                       | Fecha de estreno original | Cod. Prod. |
| ------------ | ------------ | ---------------------------- | ------------------------- | ---------- |
| 1            | 1            | «Enygma»                     | 8 de diciembre de 2023    | 101        |
| 2            | 2            | «La isla de las muñecas»     | 12 de diciembre de 2023   | 102        |
| 3            | 3            | «Problema menor»             | 13 de diciembre de 2023   | 103        |
| 4            | 4            | «El guardián»                | 14 de diciembre de 2023   | 104        |
| 5            | 5            | «Desenmascarado»             | 15 de diciembre de 2023   | 105        |
| 6            | 6            | «Misterio en lucha-con»      | 27 de febrero de 2024     | 106        |
| 7            | 7            | «El show debe continuar»     | 28 de febrero de 2024     | 107        |
| 8            | 8            | «Carrera hasta el final»     | 29 de febrero de 2024     | 108        |
| 9            | 9            | «El arte del caos - Parte 1» | 1 de marzo de 2024        | 109        |
| 10           | 10           | «El arte del caos - Parte 2» | 4 de marzo de 2024        | 110        |

## Producción
La serie fue anunciada en la edición 2020 del evento de animación Pixelatl, dónde se mostraron algunos diseños de personajes entre otras cosas relacionas al proyecto. El 28 de septiembre de 2020 en la cuenta de Twitter de Rey Mysterio publicó un avance de la serie.